# Tolnai Gábor (bányamérnök)
Tolnai Gábor (Tokod, 1924. március 1. – Eger, 1975. május 22.) magyar bányamérnök.

## Életpályája
Hat elemit végzett. Ezután üvegfuvóként és kovácstanoncként dolgozott. 1942-ben vájárvizsgát tett. 1943-tól Nagybányán a Péch Antal Bánya-, Kohó- és Mélyfúróipari Iskolában tanult, 1944-től Sopronban tanult. 1948-ban érettségizett. Ezt követően Mogyorósbányára került aknásznak. 1949-ben az Iparügyi Minisztérium Bányahatósági Főosztályának osztályvezető-helyettese lett. 1953–1957 között a Dorogi Bányaműszaki Felügyelőség hivatalvezetője volt. 1962-ben bányamérnöki diplomát kapott. 1964-től a Dorogi Szénbányák Tervezési Osztály csoportvezetőjeként tevékenykedett. 1971–1974 között a Dorogi Szénbányák Tervező Irodáján belül működő Bányászati Osztály vezetője volt.
Részt vett a bányarendészeti felügyelőségek megszervezésében. A Dorogi Szénbányák üzemeiben dolgozott. Több beruházási tanulmány és program fűződik hozzá. Nyugdíjasként az egri pincerendszer felkutatásánál és helyreállításánál tevékenykedett. Halála munka közben következett be.

## Családja
Szülei Tolnai Ferenc és Hegedűs Gizella voltak. 1948-ban Tokodon házasságot kötött Chladuy Máriával.

## Díjai
- Munka Érdemrend arany fokozata (1952)
- Szocialista Munkáért Érdemérem (1955)
- Bányász Szolgálati Érdemérem (1956)